# The Bloodstrings
The Bloodstrings sind eine Punkabilly-Band aus Aachen, Deutschland.

## Geschichte
The Bloodstrings wurden 2009 durch Nick Josten, Celina Baluch, Manuel Schmitz und Maximilian Möhring gegründet. Maximilian verließ nach einigen gemeinsamen Konzerten bereits früh die Band um sich persönlichen Projekten zu widmen. Als neuer Schlagzeuger stieg Patrick Fest ein.
In den ersten Jahren nach Gründung waren The Bloodstrings vor allem in Nordrhein-Westfalen, Belgien und den Niederlanden live unterwegs. Mit The Nightmare wurde über Myspace schon zu dieser Zeit ein erstes Lied veröffentlicht.
2013 wurde die erste EP Hit You Hard als CD veröffentlicht. Die CD beinhaltet acht Lieder, die sich stilistisch zwischen Horrorpunk und Psychobilly bewegen.
Ein Jahr später folgte mit Coal Black Heart das Debütalbum der Band. Die 13 Songs des Albums wurden im Notafalsa Studio in Aachen aufgenommen und produziert. Das Album ist in einer limitierten Auflage von 100 Stück als Vinyl-LP sowie als CD erschienen.
In den darauffolgenden Jahren sind The Bloodstrings vor allem als Live-Band aktiv gewesen. So spielten sie Konzerte und Touren in weiteren Teilen Europas, u. a. in Österreich, Tschechien, Frankreich, Polen, Großbritannien, Kroatien, Slowenien und Luxemburg.
Mit dem 2017 erschienenen Album Born Sick, welches von Wolverine Records veröffentlicht wurde, erreichte die Band erstmals größeres Publikum und schaffte es auf die Bühnen größerer Festivals wie dem Wacken Open Air, Endless Summer Open Air, Manchester Punk Festival oder Rebellion Festival. Bereits hier machte sich eine stilistische Abkehr vom Psychobilly in die Richtung Punkrock und Hardcore bemerkbar. Die Songs sind zwar weiterhin eher düster, bedienen aber persönlichere Themen. Aufgenommen wurde das Album in den Brickwall Studios in der Nähe von Aachen.
2021 kam mit der EP A Part die nächste Veröffentlichung der Band. Die vier Lieder der EP bedienen weiterhin persönliche, erstmals aber auch politische Themen.
Neben den Veröffentlichungen auf CD und Schallplatte gibt es zahlreiche Videos der Band auf YouTube zu finden.
Mitglieder der Band verglichen ihr künstlerisches Konzept mit dem Kultfilm Die Bettwurst (1971) von Rosa von Praunheim.

## Diskografie
Alben
- 2014: Coal Black Heart (Eigenveröffentlichung)
- 2017: Born Sick (Wolverine Records)
- 2023: Heartache Radio (Dackelton Records)

EPs
- 2013: Hit You Hard (Eigenveröffentlichung)
- 2021: A Part (SBÄM Records)